# オムノムストーリーズ
オムノムストーリーズ(Om Nom stories)とはイギリスとロシアの合作ウェブアニメである。オムノムが主役のウェブアニメで、現時点で全21シリーズある。なお、シーズン1〜4まではゲームのカットザロープシリーズを元に製作されているが(おそらく実際にエピソードが終わると宣伝する)シーズン5以降は(多分)宣伝していないためおそらくオリジナルである。なお各セクションにシリーズの説明をしているのでシリーズおよびセクションの題は原題の翻訳である。なおYouTubeに動画が公開されている。(YouTubeの検索バーに「om nom」と検索したら出る)　

## シーズン

### シーズン1「オムノムストーリーズ」
内容はとある少年とオムノムの日常を描いている。
なおこのシーズンはほぼ実写なのでオムノムは合成であたかも存在するかのように演出されている。
元になったのは「カットザロープ」

### シーズン2「オムノムストーリーズ-時空旅行」
内容はオムノムが突然現れたタイムマシーンでさまざまな時代を旅する。
なお実写は少なく第1話の最初と第10話の最後に出るだけでほとんどアニメーションで構成されている。
元になったのは「カットザロープタイムトラベル」

### シーズン3「オムノムストーリーズ-予想もつかない大冒険」
このシーズンからはすべてアニメーションで構成されている。
内容はある日オムノムが昼寝をしていると黒い虫(一様蜘蛛という設定らしい)に飴が盗まれてしまい、すぐに追いかけるが気球で逃げてしまう。追いかけるが紐に足が引っ掛かりぶら下がってしまう。ついに紐が切れて落ちるが落ちた飴をどんどん食べていき、個性的な友達と出会う。
元になったのは「カットザロープ2‐予想がつかぬ冒険」

### シーズン4「オムノムストーリーズ-マジック」
基本的な内容は元になったゲームのプロローグを載せておく。ある日オムノムが魔法の本を読んでいると急に大きい蜘蛛が飴を盗みそのまま行った。追いかけた先は思いもかけない不思議と魔法の世界が広がっていた。
なお今作はいろんな童話(例えば第4話(厳密に言えば第32話)はラプンツェルが元になっている)を元にしている。ただし第7話と第10話(また厳密に言えば第35話と第38話)はおそらく元になった童話がないため初見の人からはなんの話なのかはわからないため注意である。
元になったのは「カットザロープマジック」

### シーズン5「オムノムストーリーズ-世界旅行」
ここからは元になったゲームはない。これはオムノムがただ世界旅行する内容なのであまり基本的なあらすじはない。今作は世界中のお菓子が登場している。(例えば第1話にはブラジルのブリガデイロ)
なお恐らくだがオムノムのガールフレンド「オムネル」が初登場した作品でもある。

### シーズン6「オムノムストーリーズ-ビデオブログ」
今作はオムノムがYouTubeと思わしき、動画共有サイトで動画を投稿する内容である。
例えば第5話で実験したり、第9話で買い物したりとなんでもする。

### シーズン7「オムノムストーリーズ-将来の夢」
今作ではオムノムがいろんな職業になる内容。
宇宙飛行士や俳優などなどいろんな職業をオムノムがやるのである。エピソードによってはでオムネルが出たり(第4話と第8話)、代わりにオムネルが探偵をやってたり(第7話)、最終回にオムネルとオムノムと一緒にやってたりする(第10話)。

### シーズン8〜14「オムノムストーリーズ-スーパーノム」
恐らくだが現在で最も続いたシリーズだと思われる。
内容は宇宙船からスーパーヒーローの物を浮遊させる手袋片っぽとどんな物やどんな所でも凍り付かせたり氷を作るベルトが入っている洗濯機が宇宙から落ちてきた！一方オムノムとオムネルは庭でのんびりしていました。そしたら洗濯機が落ちてきて、落ちてきた洗濯機の中のベルトと片っぽの手袋を取り出す。手袋に周りが見えやすいように穴を開けて、ベルトを被りスーパーノムは結成した…と言った内容である。

### シーズン15〜17「オムノムストーリーズ：ニブルノム」
内容はある時にコウノトリがニブルノムを渡されて育児することになった。(なお簡潔に言うとそう言うことである)
なお今作はニブルノムの想像力が主で、終わるのが三つある。一つはそのまま想像力の世界で終わる。もう一つは想像力から現実に戻り終わる。三つ目は想像力から現実に戻るが、また想像力に戻る。なお想像力はカーレースから海の中など様々である。

### シーズン18〜19「オムノムストーリーズ:ようこそオムノムカフェへ！」
内容はクッキーを作ろうとするが酵母の入れ過ぎで生地が屋根を突き破るほど巨大化してしまい大変なことになる。そして苦労して作ったクッキーは意外にも大好評だが、家は崩れてしまいオムノムは泣いてしまう。けれどもクッキーがとっても美味しかったせいなのか甲斐あって家を建て替えカフェになる。こうしてオムノムカフェは開店して、客に様々な料理を提供するが…。
なおこちらもオムノム、ニブルノム、オムネルは登場する。

### シーズン20〜現在「オムノムストーリーズ：新しい隣人」
内容はある時(おそらく)ネットで新しい家を見つけたオムノム、ニブルノム、オムネル。
引っ越して新しい家に着いて、個性的な隣人と暮らす。

#### エピソード
エピソードの題も翻訳である。
シーズン1
0(パイロット)：オムノムと猫
1:ふしぎなにもつ。
2:おふろのじかん。
3:オムノムのだいすきなたべもの。
4:おくすりはあめだまで！
5:ハロウィンスペシャル
6:マジックトリック
7:オムノムは芸術家！
8:飴玉の瓶。
9:クリスマススペシャル。
10:ロボットのおともだち。

## 全エピソード
1. シリーズ 1、2、シーズン 15 を視聴するには、https://www.youtube.com/watch?v=YyWFy3uj74Y&ab_channel=OmNom%26CuttheRopeOfficial にアクセスしてください。
2. シリーズ 3 パート 1 を視聴するには、https://www.youtube.com/watch?v=43A47m0n2_I&t=5170s&ab_channel=OmNom%26CuttheRopeOfficial にアクセスしてください。
3. シリーズ 3 パート 2 を視聴するには、https://www.youtube.com/watch?v=sISLWs00tBU&t=765s&ab_channel=OmNom%26CuttheRopeOfficial にアクセスしてください。